# جيري سفوبودا
جيري سفوبودا (بالتشيكية: Jiří Svoboda)‏ هو سياسي ومخرج وتربوي وممثل تشيكي، ولد في 5 مايو 1945 في التشيك.

## وصلات خارجية
- جيري سفوبودا على موقع IMDb (الإنجليزية)
- جيري سفوبودا على موقع روتن توميتوز (الإنجليزية)
- جيري سفوبودا على موقع قاعدة بيانات الفيلم (الإنجليزية)
- جيري سفوبودا على موقع كينوبويسك (الروسية)